# Thecla caesaries
Thecla caesaries är en fjärilsart som beskrevs av Druce 1907. Thecla caesaries ingår i släktet Thecla och familjen juvelvingar. Inga underarter finns listade i Catalogue of Life.